# Блем (Марна)
Блем (фр. Blesme) насеље је и општина у североисточној Француској у региону Шампањ-Арден, у департману Марна која припада префектури Витри ле Франсоа.
По подацима из 2011. године у општини је живело 197 становника, а густина насељености је износила 29,4 становника/km². Општина се простире на површини од 6,7 km². Налази се на средњој надморској висини од 119 метара.

## Демографија
| 1962. | 1968. | 1975. | 1982. | 1990. | 1999. | 2011. |
| ----- | ----- | ----- | ----- | ----- | ----- | ----- |
| 238   | 249   | 200   | 195   | 192   | 171   | 197   |

График промене броја становника у току последњих година